# Championnat du monde féminin de street-hockey

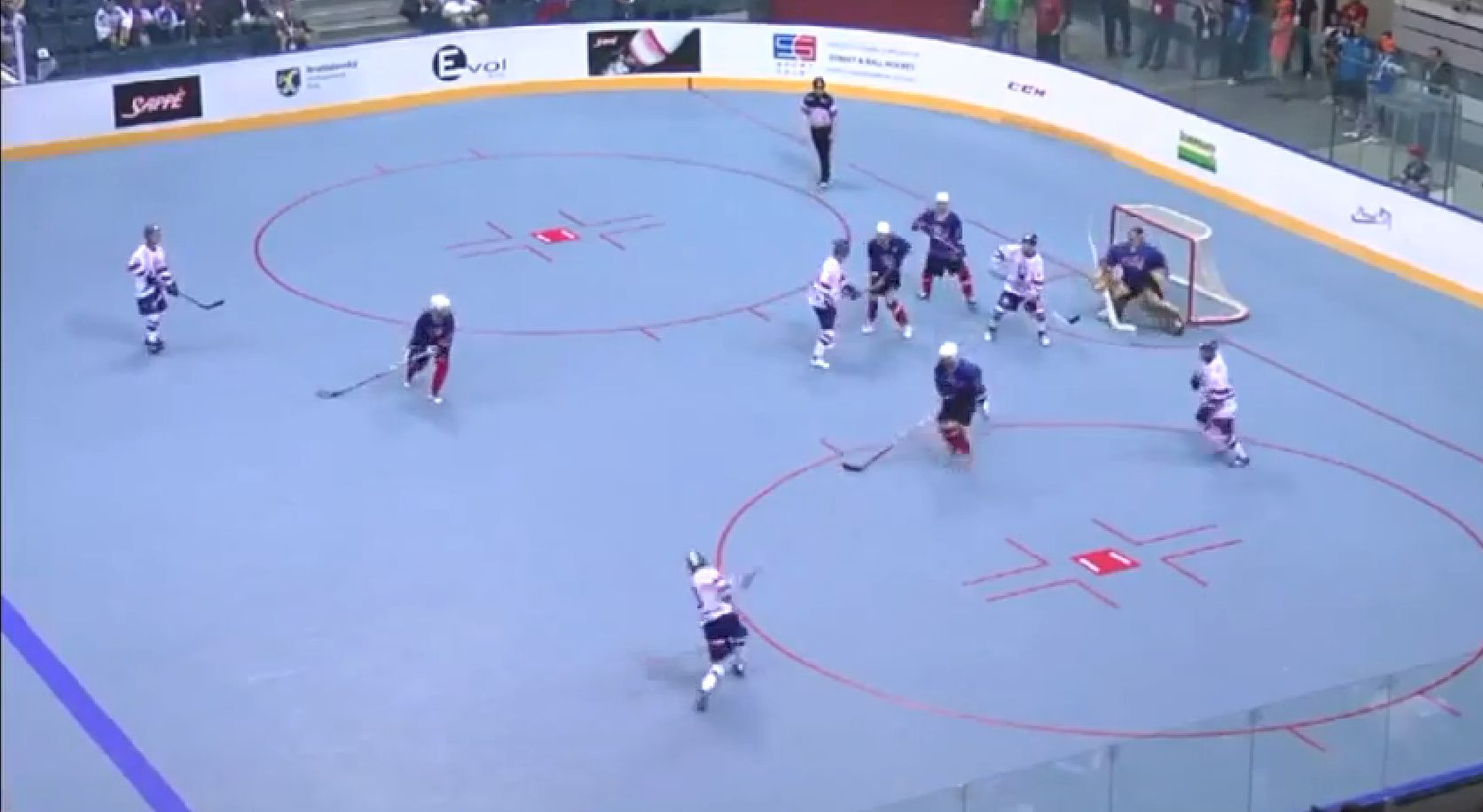
Photo représentant le street-hockey joué avec une balle.

Le championnat du monde féminin de street-hockey se tient tous les deux ans depuis 2007. La compétition est organisée par la fédération internationale de street-hockey (en).

## Palmarès
| Année | Or        | Argent     | Bronze    | Lieu                              |
| ----- | --------- | ---------- | --------- | --------------------------------- |
| 2007  | Canada    | Slovaquie  | Tchéquie  | Ratingen, Allemagne               |
| 2009  | Canada    | Slovaquie  | Tchéquie  | Plzeň, Tchéquie                   |
| 2011  | Slovaquie | Canada     | Tchéquie  | Bratislava, Slovaquie             |
| 2013  | Canada    | Slovaquie  | Tchéquie  | Saint-Jean de Terre-Neuve, Canada |
| 2015  | Canada    | Tchéquie   | Slovaquie | Zoug, Suisse                      |
| 2017  | Tchéquie  | États-Unis | Canada    | Pardubice, Tchéquie               |
| 2019  | Canada    | États-Unis | Tchéquie  | Košice, Slovaquie                 |
| 2022  | Canada    | Tchéquie   | Slovaquie | Québec, Canada                    |
| 2024  |           |            |           | Viège et Rarogne, Suisse          |